# Saint Peter, Barbados
Xã Saint Peter ("St. Peter") là một trong 11 xã tại quốc đảo Caribe Barbados. Xã nằm ở phía bắc của Barbados, và là một trong hai xã duy nhất cùng với Saint Lucy kéo dài từ tây sang đông của đất nước.

### Vị trí
- Saint Andrew - South-east
- Saint James - South
- Saint Lucy - North